# Nkôno ngond
Le nkôno ngond est un mets traditionnel camerounais préparé avec les graines de Cucumeropsis mannii localement appelées « pistaches ». Appelé nkôno ngond par les Bassas, ce plat prestigieux de la gastronomie camerounaise est nommé nnam ngon par les peuples béti, ‘’Nkongue ngon’’par les Etons, nju par les peuples bamileke,  ngond'a mukon chez les Doualas ou tout simplement « gâteau de pistaches ».

## Préparation
Le plat est élaboré avec une base de Cucumeropsis mannii, une espèce de Cucurbitaceae dont le nom commercial local est « graine de courge ». En langue bassa, la plante porte le nom de ngond. La préparation du plat est laborieuse. Les graines sont extraites du fruit et l'amande retirée de sa coque. La viande cuite ou fumée, le poisson fumé ou frit, et même certains légumes comme les feuilles fraiches de macabo peuvent être incorporées. Le mets de pistache est ensuite conditionné dans des feuilles de bananier flambées ou dans du film alimentaire et cuit à l'étouffée pendant des heures.

## Consommation
Ce mets de pistache est consommé lors des évènements spéciaux comme les fêtes de Noël ou les mariages. Il se mange accompagné de bâtons de manioc sous toutes ses formes, du manioc et des ignames cuits à la vapeur.